# کیوتاکا مییوشی
کیوتاکا مییوشی (انگلیسی: Kiyotaka Miyoshi؛ زادهٔ ۱۰ ژوئیهٔ ۱۹۸۵) بازیکن فوتبال اهل ژاپن است.
از باشگاه‌هایی که در آن بازی کرده‌است می‌توان به باشگاه فوتبال شیمیزو اس-پالس اشاره کرد.